# Mao (Ngawa)
Mao (en chino, 茂; pinyin, Mào; en tibetano: མའོ, wylie: ma'o, ZWPY: Mao) es un condado bajo bajo la administración directa de la Prefectura Ngawa. Se ubica en la provincia de Sichuan, centro-sur de la República Popular China. Su área es de 3897 km² y su población total para 2010 superó los 100 mil habitantes.

## Administración
Desde julio de 2023, el condado Mao se divide en 11 pueblos administrados en poblados.

## Toponimia
Según los registros del Libro Antiguo Tang (旧唐书) y las Crónicas de la Prefectura Mao (茂州志) el topónimo Mao es tomado directamente de la Montaña Maoshi  (茂湿山), que se encuentra dentro de los límites de su territorio. Este nombre se ha utilizado desde la dinastía Tang (618-907) hasta la actualidad.